# Stan (podział administracyjny)
Stan – w niektórych państwach federalnych nazwa składowej części federacji.
Podział na stany istnieje w następujących państwach:
- Australia
- Brazylia
- Indie
- Malezja
- Meksyk
- Mikronezja
- Nigeria
- Stany Zjednoczone
- Sudan Południowy
- Wenezuela.

Na stany dzielą się również Palau i Mjanma, pomimo że są to państwa unitarne.
Nazwa „stan” w językach urzędowych wyżej wymienionych państw (ang. state, hiszp. i port. estado) określa nie tylko jednostkę podziału administracyjnego, ale także państwo jako całość. Podobną wieloznaczność mają także nazwy niektórych regionów administracyjnych w innych językach:
- słowiańskich – kraj:
  -  Czechy
  -  Rosja
  -  Słowacja
- niemieckim – kraj związkowy (land):
  -  Niemcy
  -  Austria
- francuskim – pays:
  -  Francja.